# Hermann Friedrich (Politiker, 1891)
Hermann Friedrich (* 4. Mai 1891 in Esslingen; † 4. Januar 1945 im KZ Mauthausen) war ein deutscher Politiker (SPD, KPD, NSDAP) und Opfer des Nationalsozialismus.

## Leben
Friedrich war der Sohn eines Sozialdemokraten und verlebte seine Kindheit und Jugend in Karlsruhe. Nach dem Volksschulabschluss machte er eine Lehre als Metzger. 1908 wurde er Mitglied der SPD und arbeitete für seine Partei in mehreren Städten und im Ausland. Er war Kriegsteilnehmer im Ersten Weltkrieg und wurde schwer verletzt. Ebenfalls in der Kriegszeit heiratete er.
Nach dem Krieg zog er zunächst nach Konstanz und dann nach Sigmaringen. Dort arbeitete er als Amtsbote und Gemüsehändler. Januar 1919 war er Mitbegründer des SPD-Ortsvereins.
Am 1. Februar 1919 war er Rädelsführer, als Demonstranten des Reichsbundes der Kriegsbeschädigten das Redaktionsgebäude der Hohenzollerischen Volkszeitung demolierten. Diese stand der Zentrumspartei, der führenden Partei in den Hohenzollerischen Landen, nahe. Das Schwurgericht Hechingen verurteilte ihn zu einem Jahr Gefängnis wegen Landfriedensbruchs. Nach Verbüßung eines Teils der Strafe wurde er entlassen.
1922 wurde er für die SPD in den Kommunallandtag der Hohenzollernschen Lande gewählt. Im August 1923 wurde er Mitglied der KPD. In den folgenden zwei Jahren wurde er in verschiedenen Verfahren wegen Verbreitung verbotener kommunistischer Flugschriften, Beleidigung, Hausfriedensbruchs und Ruhestörung angeklagt. Nach Eigendarstellung, der sich auch der Hechinger Oberstaatsanwalt anschloss, war er psychisch krank. 1925 endete sein Mandat im Kommunallandtag.
Ende 1924 trat er aus der KPD aus und zog nach Karlsruhe. Nachdem er Adolf Hitler persönlich kennen gelernt hatte, trat er 1927 der NSDAP bei. Politisch stand er dem Flügel um Gregor Strasser nahe. In seiner Schrift »Vom Sowjetstern zum Hakenkreuz« erläuterte er seinen Wechsel von links nach rechts außen.
Erneut kam es zu Konflikten mit seinen Parteifreunden und er trat 1929 aus der NSDAP aus. Nun agitierte er gegen die NSDAP und insbesondere Strasser unter anderem mit der Schrift »Unter dem Hakenkreuz«. Nach Morddrohungen zog er nach Straßburg und setzte dort seine Agitation gegen die Nationalsozialisten fort. In Frankreich war er als politischer Flüchtling anerkannt. 1933 geriet er unter Spionage-Verdacht, verließ Frankreich und zog nach Saarbrücken, das damals als Teil des Saargebietes von Deutschland abgetrennt war. Hier war er 1934 einer der Gründer der unbedeutenden »Nationalsozialistischen Deutschen Freiheitspartei« und Herausgeber der Zeitung »Treudeutsche Saarwacht«. Er zerstritt sich mit seinen Gesinnungsgenossen und kehrte nach Straßburg zurück. Von dort wurde er von den französischen Behörden nach Österreich ausgewiesen.
Da er dort keine Arbeit fand, fragte er 1937 bei dem badischen Gauleiter Robert Wagner an, ob er bei einer Rückkehr strafrechtlich verfolgt wurde. Dies wurde mündlich verneint; nach seiner Rückkehr wurde er jedoch wegen Landesverrats verhaftet. Im März 1938 wurde er entlassen.
In den Folgejahren wurde er in einer Reihe von kurzfristigen Anstellungen, so unter anderem beim Finanzamt Friedrichshafen, beschäftigt. Er galt jedoch als Querulant und verlor seine Anstellen immer wieder nach kurzer Zeit. Er richtete Beschwerden an viele Behörden und Parteidienststellen und handelte sich so viele Vorladungen ein, zu denen er polizeilich vorgeführt werden musste. 1943 erhielt er eine Dienstverpflichtung in einem Schramberger Rüstungsbetrieb, dem er nicht nachkam. Zunächst sperrten ihm die Behörden die Lebensmittelkarten, um ihn zur Arbeitsaufnahme zu zwingen, dann tauchte er unter. Am 14. März 1944 wurde er verhaftet. Einen Tag später hielt zum Zellenfenster heraus eine Rede gegen Partei und Behörden. Nun wurde er nach Stuttgart verlegt und danach bis Mitte Mai 1944 im Polizeigefängnis Welzheim festgehalten. Dann wurde er in das KZ Dachau und am 15. Oktober 1944 in das KZ Mauthausen verlegt. Dort starb er am 4. Januar 1945.